# Gmina Ruciane-Nida
Die Gmina Ruciane-Nida [ruˈt͡ɕanɛ ˈɲida] ist eine Stadt-und-Land-Gemeinde im Powiat Piski der Woiwodschaft Ermland-Masuren in Polen. Ihr Sitz ist die gleichnamige Stadt (deutsch Rudczanny und Nieden) mit etwa 4450 Einwohnern.

## Geographie

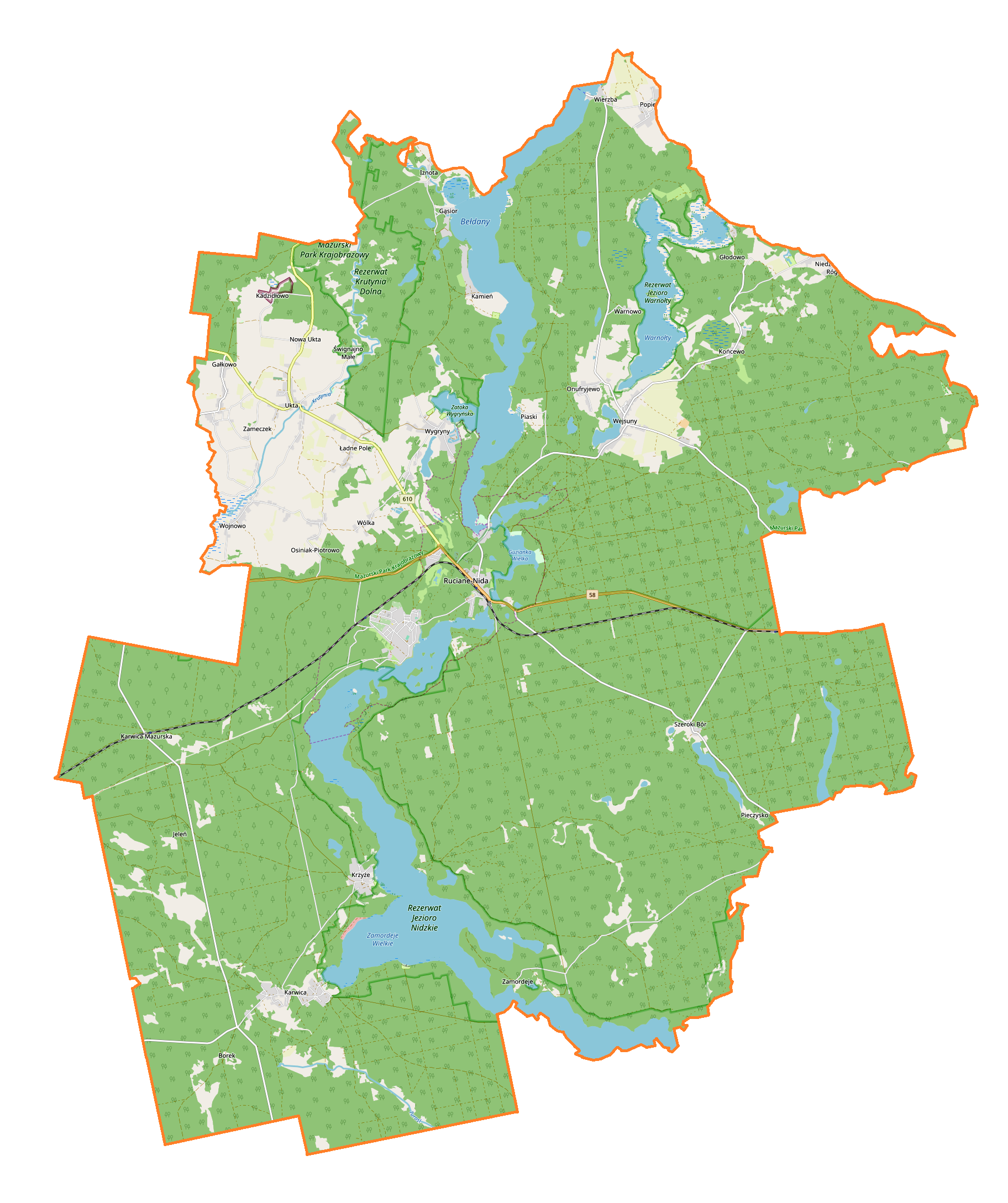
Karte der Gemeinde

Die Gemeinde liegt im Süden der Woiwodschaft. Das Dreiländereck mit den Woiwodschaften Masowien und Podlachien liegt sechs Kilometer südlich. Die Kreisstadt Pisz (Johannisburg) liegt fünf Kilometer östlich. Nachbargemeinden sind im Powiat Mrągowski Piecki im Nordwesten und Mikołajki im Norden; im Powiat Piski die Stadt-und-Land-Gemeinde Pisz im Osten und Süden sowie im Powiat Szczycieński Rozogi im Südwesten und Świętajno im Westen.
Die Gemeinde hat eine Fläche von 357,7 km², die zu 12 Prozent land- und zu 71 Prozent forstwirtschaftlich genutzt wird. Die Landschaft gehört zur Masurischen Seenplatte und zur Puszczta Piska (Johannisburger Heide). Der Norden des Gebiets gehört zum Mazurski Park Krajobrazowy (Masurischer Landschaftspark). Die Nordostgrenze der Gemeinde wird durch den Śniardwy (Spirdingsee) gebildet – mit 114 km² der größte See des Landes. Weitere Seen sind Nidzkie (Niedersee), Bełdany (Beldahnsee), Guzianka Mała (Kleiner Guschiener See) und Guzianka Wielka (Großer Guschiener See). Die 99 Kilometer lange Krutynia (Kruttinna) zählt zu den bekanntesten und schönsten Wanderwegen für Paddler.

## Geschichte
Mit dem Zusammenschluss der Dörfer Nida und Ruciane erhielt Ruciane-Nida am 1. Januar 1966 die Stadtrechte. Die Landgemeinde wurde 1973 aus verschiedenen Gromadas neu gebildet, bis 1954 bestand die Gmina Ukta mit Sitz in Ukta. Stadt- und Landgemeinde wurden 1990/1991 zur Stadt-und-Land-Gemeinde zusammengelegt. Ihr Gebiet gehörte von 1946 bis 1975 zur Woiwodschaft Olsztyn und anschließend bis 1998 zur Woiwodschaft Suwałki, der Powiat wurde 1975 aufgelöst. Zum 1. Januar 1999 kam die Gemeinde zur Woiwodschaft Ermland-Masuren und wieder zum Powiat Piski.

## Gliederung
Die Stadt-und-Land-Gemeinde Ruciane-Nida besteht aus der Stadt selbst und 17 Dörfern (deutsche Namen amtlich bis 1945) mit Schulzenamt (sołectwo):
- Gałkowo (Galkowen-Nikolaihorst, 1938–45 Nickelshorst)
- Iznota (Isnothen)
- Karwica (Kurwien)
- Końcewo (Konzewen, 1938–1945 Warnold)
- Krzyże (Kreuzofen)
- Niedźwiedzi Róg (Bärenwinkel)
- Nowa Ukta (Neu Ukta)
- Onufryjewo (Onufrigowen, 1929–1945 Rehfelde)
- Osiniak (Fedorwalde und Peterhain)
- Popielno (Popiellnen, 1928–1945 Spirding)
- Śwignajno (Schwignainen)
- Szeroki Bór (Breitenheide)
- Ukta ((Alt) Ukta)
- Wejsuny (Weissuhnen)
- Wojnowo (Eckertsdorf)
- Wólka (Dietrichswalde)
- Wygryny (Wigrinnen)

Kleinere Dörfer, Siedlungen und Weiler sind:
- Borek
- Głodowo (Glodowen, 1935–1945 Spirdingshöhe)
- Iwanowo (Iwanowen)
- Jeleń
- Kadzidłowo (Kadzidlowen
1938–1945 Einsiedeln)
- Kamień (Kamien, 1938–1945 Keilern)
- Karwica Mazurska (Bahnhof Kurwien)
- Kokoszka (Kokoska, 1938–1945 Kienhausen)
- Kończewo (Warnold, Försterei)
- Ładne Pole (Schönfeld)
- Lipnik (Lipnik, 1938–1945 Falkenhöhe)
- Lisiczyn
- Maskulińskie
- Oko (Eichhorst)
- Piaski (Piasken)
- Pieczysko (Pieczisko, 1935–1945 Waldofen)
- Pranie (Pranie, 1908–1945 Seehorst)
- Ruczaj
- Warnowo (Warnold)
- Wejsuny-Leśniczówka (Weissuhnen, Försterei)
- Wierzba (Wiersba, 1938–1945 Beldahnsee)
- Wypad (Wypad, 1938–1945 Waldsiedeln)
- Zakątki (Gnadenfeld)
- Zameczek (Schlösschen)
- Zamordeje (Samordey, 1938–1945 Samordei)
- Zaroślak
- Zdrużno (Sdrusno, 1938–1945 Eichenborn)

Die Stadt Ruciane-Nida gliedert sich nicht mehr in die beiden ehemaligen Dörfer Nida (Nieden) und Ruciane (Rudczanny, 1938–1945 Niedersee), sondern in drei Wohngebiete (Osiedle).

## Kirchen
Römisch-katholischen Kirchen:
- Ruciane-Nida: zwei Pfarrkirchen
- Karwica: Filialkirche der Pfarrei Turośl (Turoscheln)
- Krzyże: Filialkirche der Pfarrei Ruciane-Nida
- Ukta: katholische Pfarrkirche

Evangelische Filialkirchen:
- Ukta und Wejsuny

Polnisch-Orthodoxe Kirche:
- Wojnowo: polnisch-orthodoxe Kirche der Altgläubigen (ehemals Philipponen).

## Tourismus
Die Seen und die Krutynia bieten vielfältige Möglichkeiten für den Wassersport. Dazu gehören Segel- und Kanusport. Einzelne Seen sind durch Wasserstraßen verbunden und können auch mit Hausbooten befahren werden.

## Verkehr
Wichtigste Straße ist die Landesstraße DK58 von Olsztynek  (Hohenstein) nach Szczuczyn in der Woiwodschaft Podlachien. Die Woiwodschaftsstraße DW610 führt von Piecki (Peitschendorf) nach Ruciane-Nida, die DW609 von Mikołajki (Nikolaiken) nach Ukta (Alt Ukta).
An der Bahnstrecke Olsztyn–Ełk (Allenstein–Lyck) bestehen die Bahnstationen Karwica Mazurska (Kurwien), Ruciane-Nida (Rudczanny), Ruciane-Nida Zachód (Nieden) und Szeroki Bór (Breitenheide).
Die nächsten internationalen Flughäfen sind Danzig und Warschau.